# Svojek
Svojek är en ort i Tjeckien. Den ligger i den norra delen av landet, 90 km nordost om huvudstaden Prag. Svojek ligger 438 meter över havet och antalet invånare är 182.
Terrängen runt Svojek är kuperad västerut, men österut är den platt. Runt Svojek är det ganska tätbefolkat, med 100 invånare per kvadratkilometer. Närmaste större samhälle är Jičín, 14,8 km sydväst om Svojek. Omgivningarna runt Svojek är en mosaik av jordbruksmark och naturlig växtlighet.